# Glenville (Virgínia de l'Oest)
Glenville és una població dels Estats Units a l'estat de Virgínia de l'Oest. Segons el cens del 2000 tenia 1.544 habitants.

## Demografia
Segons el cens del 2000, Glenville tenia 1.544 habitants, 527 habitatges, i 235 famílies. La densitat de població era de 552 habitants per km².
Dels 527 habitatges en un 17,6% hi vivien nens de menys de 18 anys, en un 31,1% hi vivien parelles casades, en un 9,1% dones solteres, i en un 55,4% no eren unitats familiars. En el 36,8% dels habitatges hi vivien persones soles el 12,9% de les quals corresponia a persones de 65 anys o més que vivien soles. El nombre mitjà de persones vivint en cada habitatge era de 2,1 i el nombre mitjà de persones que vivien en cada família era de 2,82.
Per edats la població es repartia de la següent manera: un 11,9% tenia menys de 18 anys, un 43,1% entre 18 i 24, un 16,1% entre 25 i 44, un 14,5% de 45 a 60 i un 14,4% 65 anys o més.
L'edat mediana era de 23 anys. Per cada 100 dones de 18 o més anys hi havia 105,1 homes.
La renda mediana per habitatge era de 20.243 $ i la renda mediana per família de 33.036 $. Els homes tenien una renda mediana de 24.583 $ mentre que les dones 18.375 $. La renda per capita de la població era de 10.304 $. Entorn del 21,5% de les famílies i el 38,5% de la població estaven per davall del llindar de pobresa.

## Poblacions més properes
El següent diagrama mostra les poblacions més properes.